# SPATS1
SPATS1 (англ. Spermatogenesis associated serine rich 1) – білок, який кодується однойменним геном, розташованим у людей на короткому плечі 6-ї хромосоми. Довжина поліпептидного ланцюга білка становить 300 амінокислот, а молекулярна маса — 33 705.
| 10         |  | 20         |  | 30         |  | 40         |  | 50         |
| ---------- |  | ---------- |  | ---------- |  | ---------- |  | ---------- |
| MSPSMLTGNS |  | PRGCRLPSIS |  | STTCGRQLEK |  | VPEKRDSGMT |  | EVERTYSANC |
| SDFLESKGCF |  | ANTTPSGKSV |  | SSSSSVETGP |  | SVSEPPGLPR |  | VSAYVDTTAD |
| LDRKLSFSHS |  | DHSSEMSLPE |  | VQKDKYPEEF |  | SLLKLQTKDG |  | HRPEWTFYPR |
| FSSNIHTYHV |  | GKQCFFNGVF |  | LGNKRSLSER |  | TVDKCFGRKK |  | YDIDPRNGIP |
| KLTPGDNPYM |  | YPEQSKGFHK |  | AGSMLPPVNF |  | SIVPYEKKFD |  | TFIPLEPLPQ |
| IPNLPFWVKE |  | KANSLKNEIQ |  | EVEELDNWQP |  | AVPLMHMLHL |  | SGALDFPRQS |
|            |  |            |  |            |  |            |  |            |

A: Аланін

C: Цистеїн

D: Аспарагінова кислота

E: Глутамінова кислота

F: Фенілаланін

G: Гліцин

H: Гістидин

I: Ізолейцин

K: Лізин

L: Лейцин

M: Метіонін

N: Аспарагін

P: Пролін

Q: Глутамін

R: Аргінін

S: Серин

T: Треонін

V: Валін

W: Триптофан

Кодований геном білок за функцією належить до фосфопротеїнів. 
Задіяний у такому біологічному процесі, як альтернативний сплайсинг. 